# Robert Barrett Browning
Robert Barrett Browning (ur. 9 marca 1849 we Florencji, zm. 8 lipca 1912 w Asolo) – angielski malarz i rzeźbiarz, syn Roberta Browninga i Elizabeth Barrett Browning.

## Życiorys

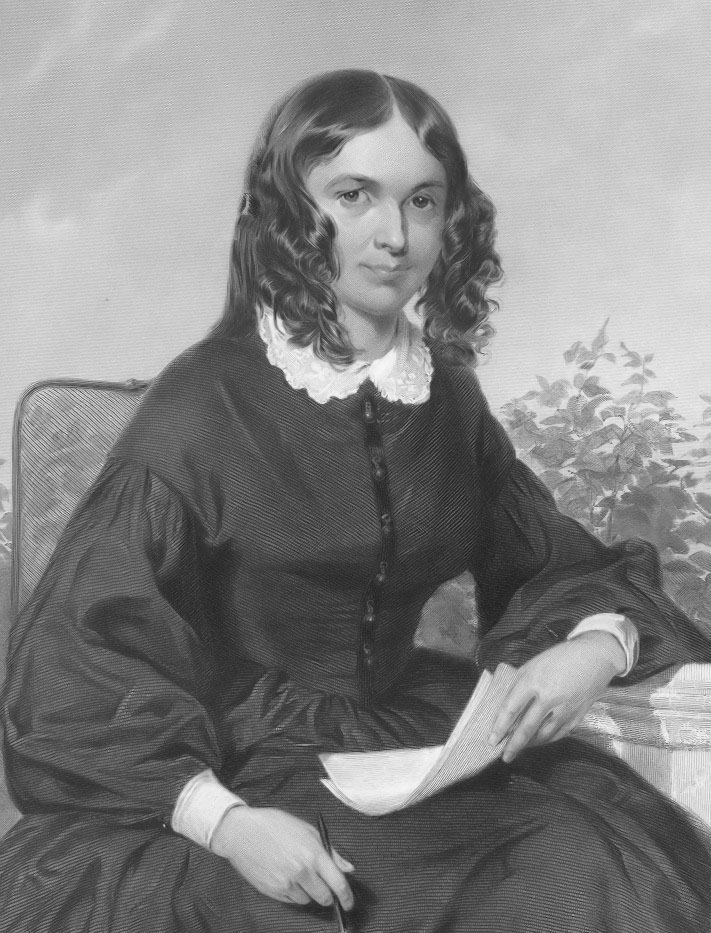
Elizabeth Barrett Browning

Robert Wiedemann Barrett Browning był jedynym urodzonym dzieckiem małżeństwa angielskich poetów, Roberta Browninga (1812–1889) i Elizabeth Barrett Browning (1806–1861). Przyszedł na świat we Florencji 9 marca 1849. Wcześniej Elizabeth Browning trzykrotnie poroniła, więc narodziny zdrowego dziecka rodzice wzięli za cud. Matka powiedziała o nim, że jest tak tłusty, różowy i silny, że nie dowierza, że jest jej dzieckiem (so fat and rosy and strong that almost I am sceptical of his being my child). Niewykluczone, że długo oczekiwane macierzyństwo było wynikiem odstawienia laudanum, które wcześniej zażywała Browning, od lat mająca kłopoty ze zdrowiem. Syn otrzymał swoje drugie imię po babce ze strony ojca, Sarze (Sarah) Annie Wiedemann. Swoje domowe przezwisko, Pen, zapewnił sobie kłopotami z wymawianiem swojego drugiego imienia, które przekręcał na Penini. Był wychowywany ze szczególną troską we Włoszech. Otrzymał edukację domową. 

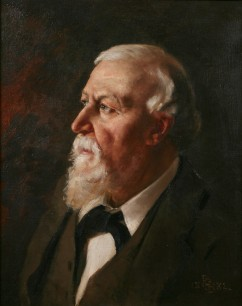
Robert Barrett Browning, Portret ojca, Roberta Browninga, 1882

Po śmierci żony Robert Browning zabrał syna do Anglii. Tam przebiegała dalsza nauka dwunastolatka. Wstąpił on do Christ Church College w Oksfordzie. Nie miał jednak większego zapału do nauki i nie zdał wymaganych egzaminów. Mimo wzrastania w artystycznej atmosferze, nie wykazywał też większego zainteresowania sztuką. Dopiero John Everett Millais, malarz prerafaelita, dostrzegł w młodzieńcu talent malarski i rzeźbiarski. Młody Browning studiował rzeźbę u Auguste’a Rodina w Paryżu i malarstwo u Jean-Arnoulda Heyermansa w Antwerpii w Belgii. W październiku 1887, jeszcze za życia ojca, poślubił Amerykankę Fannie Coddington (1853–1935), córkę bogatego przedsiębiorcy z branży metalowej. Majątek żony pozwolił mu kupić i wyremontować Palazzo Rezzonico nad Canal Grande w Wenecji. Tam właśnie zmarł w 1889 jego ojciec. Robert Barrett Browning zajmował się swoją ciotką Sarianną i służącymi, których zapamiętał z dzieciństwa. Wszyscy oni bezpiecznie dożyli swoich dni w jego domu, który przenosił się z Wenecji do Asolo i Florencji. Zmarł 8 lipca 1912 w Asolo. Został pochowany na cmentarzu Santa Anna. Na znak żałoby w Asolo zamknięto sklepy, a flagi opuszczono do połowy masztów.
W 1929, wobec przebudowy cmentarza w Asolo, wdowa po artyście przeniosła jego prochy na cmentarz ewangelicki pod Florencją, niedaleko grobu ciotki Sarianny. Majątek Roberta Browninga młodszego uległ podziałowi między żonę i liczne kuzynostwo. Pamiątki po sławnych rodzicach zostały rozproszone.

## Twórczość

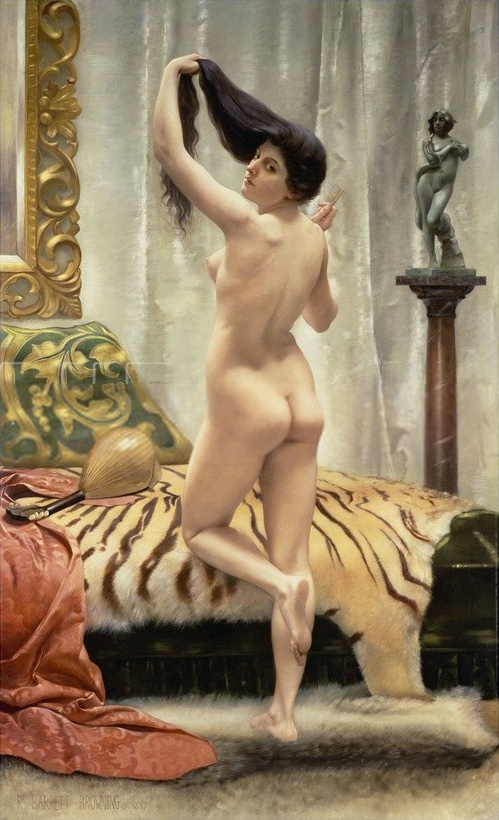
Robert Barrett Browning, Before a Mirror, 1887

W swojej twórczości malarskiej i rzeźbiarskiej Robert Barrett Browning znajdował upodobanie w tworzeniu aktów, co w mocno pruderyjnej epoce wiktoriańskiej dla wielu osób było czymś niestosownym. Do najbardziej znanych prac artysty z tego gatunku należy obraz Before a Mirror (Przed lustrem). Znany jest też wykonany przez malarza portret ojca z 1882. Poza tym Robert Barret Browning wydał w 1899 korespondencję rodziców.
Robertowi Barretowi Browningowi, jako „malarzowi, rzeźbiarzowi i koneserowi sztuki”, Lilian Whiting zadedykowała swoją monografię The Brownings. Their Life and Art poświęconą jego rodzicom, wydaną w 1911.